# نیتاوره
نیتاوره (به لاتین: Nītaure) یک روستا در لتونی است که در شهرداری آماتا واقع شده‌است. نیتاوره ۴۵۰ نفر جمعیت دارد.